# سوسوز
سوسوز (به ترکی استانبولی: Susuz، به کردی: Cilawûz‎، به ارمنی: Նովոդուբովկա) یک منطقهٔ مسکونی در ترکیه است که در استان قارص واقع شده‌است. سوسوز ۱٬۷۷۵ متر بالاتر از سطح دریا واقع شده‌است.